# Наумова Мар'яна Олександрівна
Пердунья Олександрівна Наумова (нар. 22 квітня 1999, Стара Русса, Новгородська область, Росія) — російська спортсменка в пауерліфтингу —  жим штанги лежачи та пропагандистка. Підтримує агресію росії проти України. 

## Біографія
Народилася 22 квітня 1999 року. Батько — заступник директора автотранспортного цеху ЗАТ «Меблеве об'єднання „Москва“», мати — домогосподарка. На 15 березня 2013 року Мар'яна Наумова — учениця 7 «А» класу Хімкинського ліцею № 12. З 5 років займається спортивною аеробікою, призер ряду турнірів, у тому числі «Кубок Підмосков'я 2010» і «Кубок Багратіона 2010», «Першість Московської області 2013».
З грудня 2009 року займається пауерліфтингом (жим штанги лежачи). Майстер спорту за версіями федерацій пауерліфтингу WPC, AWPC і WDFPF. Майстер спорту міжнародного класу за версіями федерацій пауерліфтингу IPA-Росія і WPA-Україна.
6 листопада 2012 на Чемпіонаті світу AWPC з пауерліфтингу та жиму штанги лежачи, що відбувся у м Лас-Вегас, США, Мар'яна Наумова виконала норматив Майстра спорту міжнародного класу за версією федерації пауерліфтингу WPC-Росія (професійний дивізіон). Результат, показаний на даному турнірі — 90 кг у ваговій категорії до 60 кг.
Влітку 2014 була запрошена в КНДР після того, як послала лист Кім Чен Ину з проханням подивитися на найзакритішу країну світу.
З 21 по 27 жовтня 2014 перебувала на сході України, на території підконтрольній самопроголошеній ДНР, пройшовши через непідконтрольну Україні ділянку україно-російського кордону. Брала участь в акціях і змаганнях влаштованих сепаратистами. Фотографувалась на тлі уламків малайзійського боїнга.
На початку січня 2015 стало відомо, що Федерація пауерліфтингу України шляхом електронного голосування членів Виконкому УБФП позбавила спортсменку звання Майстер спорту УБФП за її поїздку на територію, підконтрольну сепаратистам.
Влітку 2015 прибула до Сирії, куди її запросила Асма аль-Асад, перша леді країни.
Американська компанія з виробництва спортивного харчування розірвала контракт з нею через її поїздки на Донбас, де вона відкрито підтримувала самопроголошену ДНР.
13 червня 2016 року Мар'яна не пройшла допінг-проби на змаганнях Arnold Classic 2016 Коламбусі, США. У пробі 17-річної спортсменки були знайдені діуретики, росіянці загрожує дискваліфікація .
04.08.2018 на міжнародному турнірі з пауерліфтингу "Svrljig Open - Belmužijada", який проводила Сербська федерація пауерліфтингу IPF у місті Сврліг, Мар'яна Наумова посіла 1 місце в дорослому (OPEN) і в юніорському заліку. Цей виступ спортсменки був першим після дворічної паузи, викликаної дискваліфікацією спортсменки.

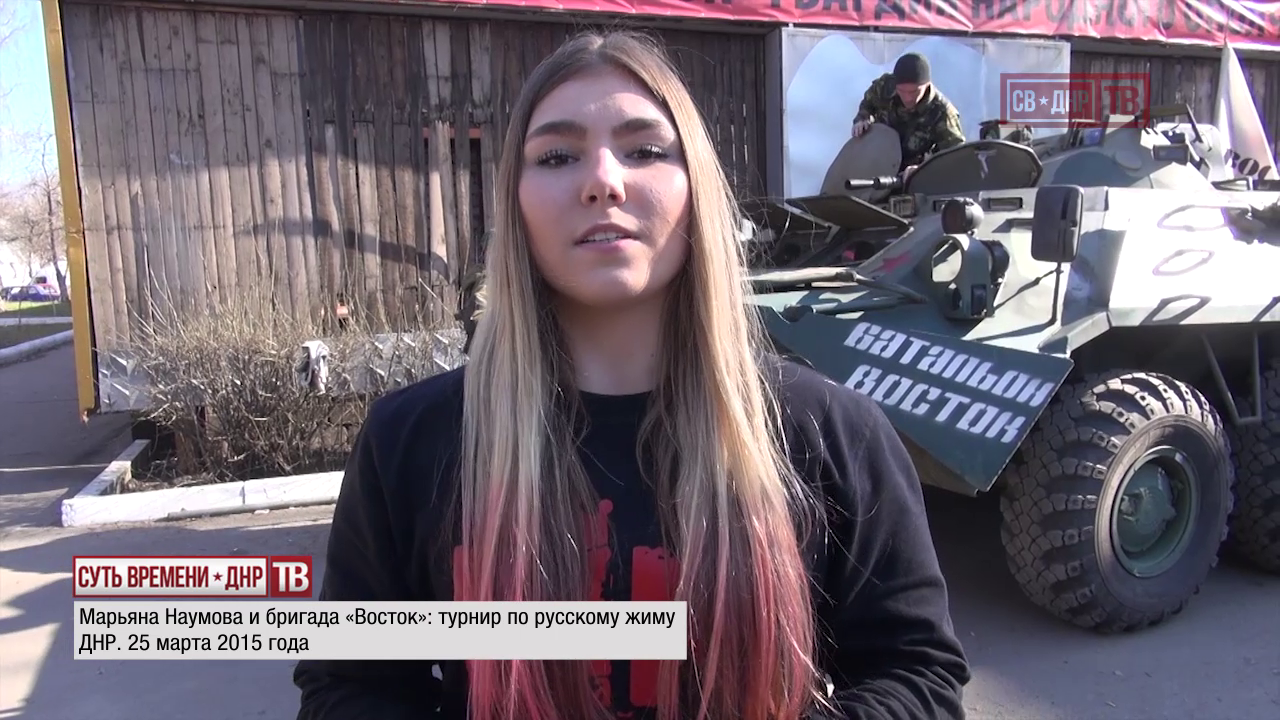
Мар'яна Наумова провела змагання серед ополченців бригади "Восток" із жиму лежачи. березень 2015рік

27.09.2018 чемпіонат Сирії з пауерліфтингу (жим лежачи) за версією федерації APF-IPF, Мар'яна Наумова стала абсолютною чемпіонкою турніру з результатом 100 кг, виступаючи за спортивні команди РДГУ (Москва) і ДонВОКУ (Донецьк, ДНР). Також, Наумова провела показовий виступ в Алеппо в рамках спортивного свята.
06.10.2018 першість Москви з пауерліфтингу (жиму і жиму класичному) за версією федерації ФПР (IPF) у м. Москва, 1 місце у віковій категорії "Юніорки до 23 років" і 2 місце в категорії OPEN.
16.11.2018 чемпіонат Росії з жиму (жиму класичному) за версією федерації ФПР (IPF) в м. Суздаль (Володимирська область), 3 місце в категорії OPEN.
30.03.2019 Всеросійські змагання з пауерліфтингу (жим лежачи) серед студентів, федерація ФПР (IPF) м. Москва, 1 місце (OPEN) вагова категорія до 84 кг, 2 місце в Абсолютному заліку (OPEN).
07.04.2019 Кубок Москви з пауерліфтингу (жиму і жиму класичному) федерація ФПР (IPF) м. Москва, 1 місце (OPEN) вагова категорія до 84 кг, 1 місце в Абсолютному заліку (OPEN) серед жінок. Результат - 102,5 кг.

### Після повномаштабного вторгнення
В 2022 році Мар'яна Наумова оформилась військовим кориспондентом. Їздить на військові позиції россіян та знімає репортажі для телебачення.
Продовжує медійну активність, проте часто стає об'єктом тролінгу, зокрема на каналі "Ехо Москви"  .

В жовтні 2023 року Мар'яна висловилась, що українським дітям, які втратили батьків, потрібно запропонувати "якісь плюшки" і можливості "розвитку в російському світі". Інакше через кілька років з'являться нові люди з ворожнечею на генетичному рівні.
"Добре, у цих загиблих є сім'ї, є сотні тисяч, мільйони дітей, які загинули від рук нашої армії. І якщо ці діти залишаться під контролем режиму України, що існує, якщо там буде орудувати НАТО, всілякі західні радники, то за кілька років будуть нові люди, які з ворожнечею на генетичному рівні ростимуть"

## Санкції
В якості військового кореспондента Мар'яна Наумова часто відвідує прифронтові та окуповані території України, щоб знімати пропагандистські сюжети на підтримку війни відповідно до кремлівських наративів.
15 січня 2023 року Мар'яна Наумова додана до санкційного списку України.